# John Bennet Lawes

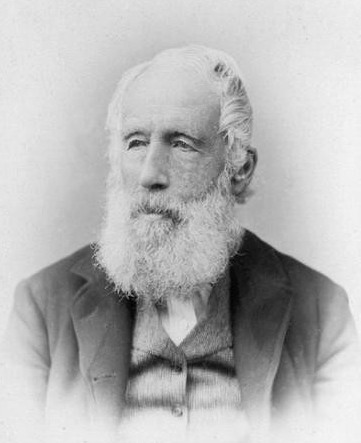
John Bennet Lawes

John Bennet Lawes (1814–1900) – angielski chemik rolny i agronom. Opatentował metodę produkcji superfosfatu (nawóz fosforowy). Prowadził badania chemiczno-rolnicze. Założył słynną rolniczą stację doświadczalną Rothamsted w Harpenden. Był członkiem Royal Society w Londynie. Posiadał tytuł szlachecki Sir.
Długoletnim współpracownikiem Lawesa był chemik i agronom Joseph Henry Gilbert.

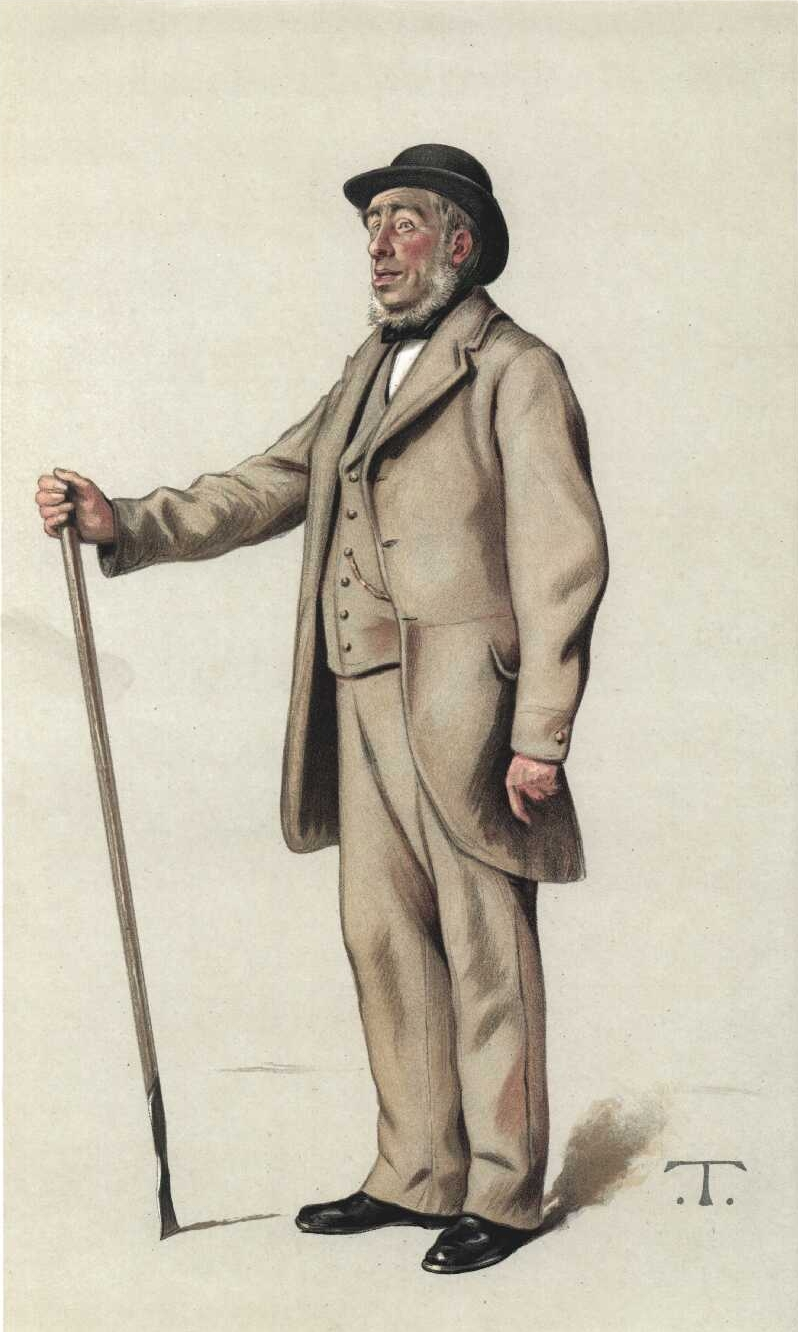
John Bennet Lawes